# 香乃ゆうみ
香乃 ゆうみ（こうの ゆうみ、1996年5月20日 - ）は、日本の女優。岡山県出身。旧芸名は甲野 優美（読み同じ）。テアトルアカデミーに所属して子役として活動し、2010年8月よりカートプロモーション所属。

## 出演

### テレビドラマ
- 天体観測 第11・12話（2002年、関西テレビ）みゆ 役
- アイノウタ（2002年、BS-i）ユミ 役 準レギュラー
- メッセージ〜言葉が裏切っていく〜 第1話（2003年、日本テレビ）江口舞 役
- よい子の味方 〜新米保育士物語〜 第9回（2003年、日本テレビ）
- 月曜ミステリー劇場『真実を追う男』（2004年7月19日, TBS）- 加奈 役
- 連続テレビ小説 天花（2004年、NHK）島野優美 役
- 永遠の君へ（2004年、東海テレビ）ナルミ 役
- 陰陽少女（2004年、tvk）
- ウメ子（2005年、TBS）
- ちびまる子ちゃん（2006年、フジテレビ）野口笑子 役
- ウルトラマンメビウス 第5話「逆転のシュート」（2006年、CBC）ハイカーの少女 役
- 法律事務所 自白の風景（2006年、テレビ朝日）
- 受験の神様（2007年、日本テレビ）吉野優美 役
- 笑顔をくれた君へ〜女医と道化師の挑戦〜（2008年、フジテレビ）保坂留美 役
- バラ色の聖戦（2011年、テレビ朝日）
- スイッチガール!! 第7話（2012年、フジテレビTWO）

### 映画
- スワンズソング（2002年）後藤田京子 役
- 宇宙の夏（2003年）佐藤加奈子（幼少） 役
- アンテナ（2004年）荻原真利江 役
- 星になった少年（2005年）小川万希 役
- 奇談（2005年）静江（7歳期） 役
- クローズド・ノート（2007年）
- オボエテイル（2011年）依子（幼少） 役[1]

### CM
- ピザハット、ソーセージロール
- セイカノート、らくがきんちょ
- イーオン
- ジャスコ